# TER Champagne-Ardenne
A TER Champagne-Ardenne egy regionális vasúthálózat Franciaországban, a Champagne-Ardenne régióban, melyet az SNCF üzemeltet.

## Hálózat

### Vasút
| Járat                                   | Útvonal | Gyakoriság | Megjegyzés |
| --------------------------------------- | --- | ---------- | ---------- |
| 1                                       | Reims ... Rethel ... Charleville-Mézières |            |            |
| 2                                       | Paris-Est - Château-Thierry - Dormans - Épernay - Châlons-en-Champagne - Vitry-le-François - Saint-Dizier                                          |            |            |
| 3 (17, 18)                              | Troyes - Vendeuvre - Bar-sur-Aube - Chaumont - Langres - Culmont-Chalindrey                                                                        |            |            |
| 4                                       | Nancy ... Toul ... Bar-le-Duc ... Châlons-en-Champagne - Épernay - Reims (lásd TER Lorraine 29-es vonal tulajdonságait)                            |            |            |
| 5                                       | Lille-Flandres ... Valenciennes ... Aulnoye-Aymeries† ... Hirson ... Charleville-Mézières (lásd TER Nord-Pas-de-Calais 17-es vonal tulajdonságait) |            |            |
| 6                                       | Reims ... Mourmelon-le-Petit ... Châlons-en-Champagne ... Saint-Dizier ... Chaumont ... Culmont-Chalindrey                                         |            |            |
| 8                                       | Givet ... Revin ... Charleville-Mézières |            |            |
| 9                                       | Charleville-Mézières ... Sedan ... Montmédy - Longuyon - Longwy (lásd TER Lorraine 26-os vonal tulajdonságait)                                     |            |            |
| 10                                      | Épernay ... Reims |            |            |
| 12                                      | Amiens ... Laon ... Reims (lásd TER Picardie 4-es vonal tulajdonságait)                                                                            |            |            |
| 13                                      | La Ferté-Milon ... Fismes ... Reims (lásd TER Picardie 9-es vonal tulajdonságait)                                                                  |            |            |
| 15                                      | Saint-Dizier ... Joinville ... Chaumont |            |            |
| 19                                      | Châlons-en-Champagne ... Sainte-Menehould ... Verdun                                                                                               |            |            |
| 20                                      | Nancy ... Contrexéville ... Merrey - Culmont-Chalindrey (lásd TER Lorraine 6-os vonal tulajdonságait)                                              |            |            |
| 31                                      | Reims - Reims-Franchet d'Esperey† - Reims-Maison-Blanche† - Champagne-Ardenne TGV                                                                  |            |            |
| † Nem minden vonat áll meg az állomáson | |            |            |

### Közút
- Châlons-en-Champagne - Vitry-le-François
- Château-Thierry - Montmirail - Esternay - Sézanne
- Chaumont - Clairvaux
- Culmont–Chalindrey - Gray
- Liart - Laon
- Sedan - Carignan - La Ferté-sur-Chiers
- Troyes - Laroche-Migennes
- Ville-sous-la-Ferté - Bar-sur-Aube - Vendeuvre
- Troyes - Châlons-en-Champagne - Reims - Charleville-Mézières (biztosítja a TransChampagneArdenne és nem a TER Champagne-Ardenne)

## Járművek

### Motorvonatok
- SNCF Z 11500 sorozat
- SNCF X 4300 sorozat
- SNCF X 72500 sorozat
- SNCF X 73500 sorozat
- SNCF X 76500 sorozat (ismert még mint: XGC 76500)
- SNCF B 81500 sorozat (ismert még mint: BGC B 81500)

### Mozdonyok
- SNCF BB 16500 sorozat
- SNCF BB 66400 sorozat